# Mesochorus phyllodectae
Mesochorus phyllodectae är en stekelart som beskrevs av Schwenke 1999. Mesochorus phyllodectae ingår i släktet Mesochorus och familjen brokparasitsteklar. Inga underarter finns listade i Catalogue of Life.